# Wolfsmelkpijlstaart
De wolfsmelkpijlstaart (Hyles euphorbiae) is een vlinder uit de familie van de pijlstaarten (Sphingidae). De spanwijdte bedraagt tussen de 55 en 75 millimeter. De bovenvleugels zijn groen met roze van kleur.
De waardplanten van de rupsen zijn met name soorten uit het geslacht wolfsmelk maar ook druif en fuchsia worden gebruikt. De vliegtijd loopt van juni tot en met oktober.
Het verspreidingsgebied beslaat het gehele Palearctisch gebied en als exoot in het noordelijk deel van het Nearctisch gebied. In Canada is de vlinder geïntroduceerd om de wolfsmelk onder controle te houden.
De eitjes legt het vrouwtjes elk op een eigen struikje planten. De rupsen verpoppen in een los windsel net onder de grond. De poppen overwinteren.

## Voorkomen in Nederland
De vlinder was tot 1965 een inheemse vlinder, maar sindsdien wordt hij alleen nog als zeldzame trekvlinder of als adventief waargenomen.